# Alfonso Ferrandina
Alfonso Ferrandina (* 28. Juni 1869 in Neapel; † 15. Februar 1955) war ein italienischer römisch-katholischer Geistlicher und Weihbischof in Neapel.

## Leben
Alfonso Ferrandina empfing am 3. April 1893 das Sakrament der Priesterweihe. 
Am 13. April 1938 ernannte ihn Papst Pius XI. zum Titularbischof von Leptis Magna und zum Weihbischof in Neapel. Der Erzbischof von Neapel, Alessio Kardinal Ascalesi CPPS, spendete ihm am 1. Mai desselben Jahres die Bischofsweihe; Mitkonsekratoren waren der Weihbischof in Neapel, Giuseppe d’Alessio, und der emeritierte Bischof von Castellammare di Stabia, Pasquale Ragosta.